# Лимонарь

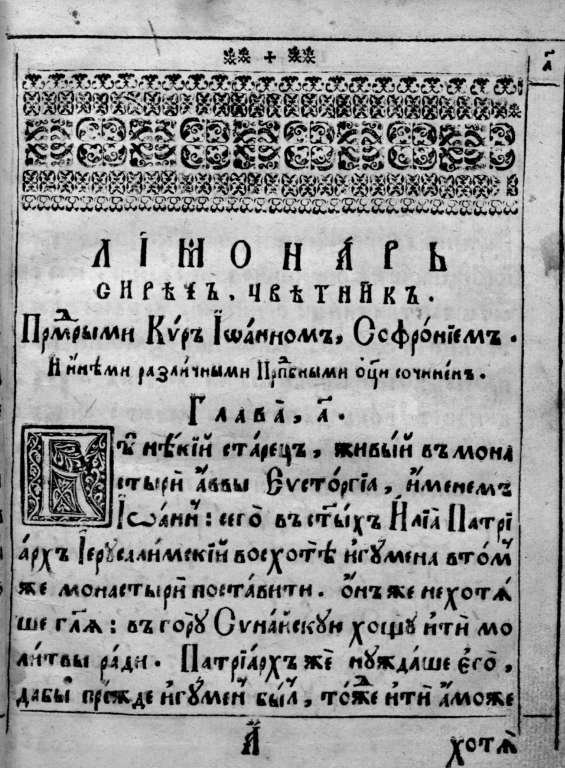
Іоанн Мосх. «Лимонарь».
тип. Спиридон Соболь. Київ. 1628 рік.

Лимонарь (грец. Λειμωνάριον буквально «лужок», від λειμών «луг, квітник», лат. Pratum spirituale, «Луг духовний», також називається «Синайський патерик») — назва повчальної книги, яка містить розповіді про життя християнських подвижників. Основним автором текстів Лимонарія вважається чернець Іоанн Мосх (VII століття). Закінчена, доповнена і видана ця праця була другом і соратником Іоанна Мосха Софронієм Єрусалимським. Лимонарь має кілька редакцій, найбільш повною є «Великий Лимонарь» (грец. Λειμωνάριον μεγα).
Лимонарь був перекладений на слов'янську мову і вперше надрукований у 1628 році.
Його можливо використовував як джерело у своїх «Мінеях» святитель Димитрій Ростовський.